# (4907) Zoser
(4907) Zoser (7618 P-L) – planetoida z grupy pasa głównego asteroid okrążająca Słońce w ciągu 5,67 lat w średniej odległości 3,18 j.a. Odkryta 17 października 1960 roku.